# Els Masos de Llimiana
Els Masos de Llimiana, o Mas de Solduga és una agrupació de masos del terme municipal de Llimiana, al nord-oest de la vila d'aquest nom.

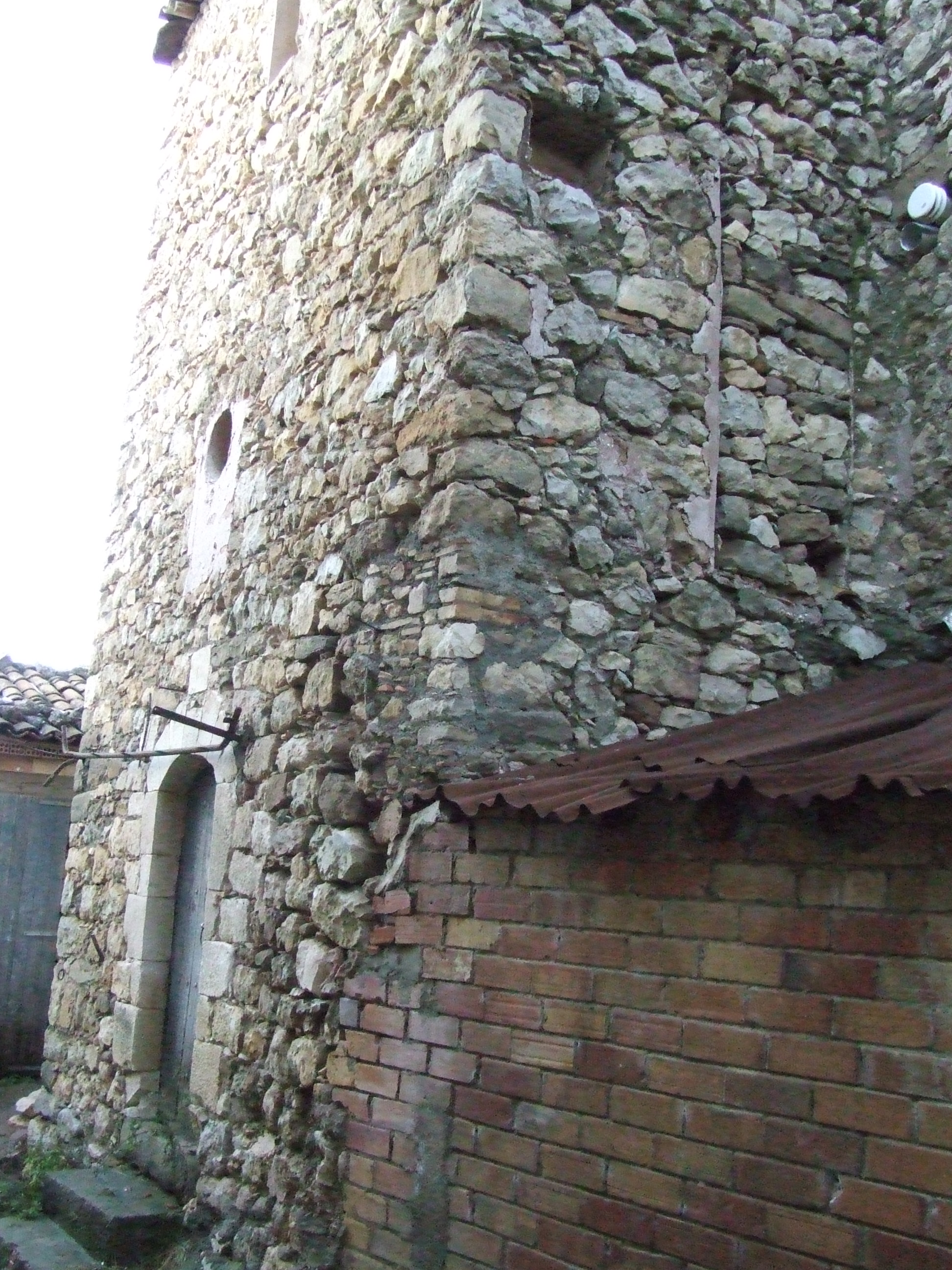
La capella de Sant Antoni de Pàdua, a les antigues escoles

Formen aquesta caseria tot de masies, com ara la Masia del Teclo, la de Janot, la d'Elies (amb capella dedicada a sant Antoni de Pàdua), la de Gincador, la del Mauri, la de Solduga (que té annex l'edifici de les antigues escoles del lloc, habilitades com a església dedicada a sant Antoni de Pàdua), en substitució de l'antiga església del mateix sant a la masia d'Elies, la de Pedro, la de Teresó, la de Perejaia (amb capella dedicada a la Mare de Déu del Roser), la masia de Mateu de l'Agustí, la masia de Garber, la Casa Minguet, Cal Xinco i la Masia de l'Alon, la de Joantenat (amb capella dedicada a sant Josep), el mas de Bors, el d'Artús (o Masdartús), el de Pedro, el d'Enrins...
Més al sud, a ponent de Llimiana, d'altres masies, agrupades al voltant del Mas de Pruna, amb, a més d'aquesta masia, la de Portet, la del Pacient, la de Sarau, la de Llena, la del Bepo, la de Mateu, la de Joanet, la Broquet, la de Codó, la Casa Borrell i el mas de Serra. La major part d'elles, però, romanen deshabitades i apartades de l'ús rural, i, en tot cas, han estat habilitades com a cases de segona residència.
| Masia de l'Alon   | Masia del Bepo    | Granges del Boixegar | Casa Borrell         | Mas de Bors             |
| Masia Broquet     | Masia de Codó     | Masia d'Elies        | Masia d'Enrins       | Masia d'Esmolat         |
| Masia de Garber   | Masia de Gincador | Cabana de Janot      | Masia de Janot       | Casa Joantenat          |
| Masia del Justo   | Masia de Llena    | Masdartús            | Cabana del Masover   | Masia Mateu de l'Agustí |
| Masia del Mauri   | Casa Minguet      | Masia del Pacient    | Masia de Pedro       | Teulera de Pedro        |
| Masia de Perejaia | Masia de Portet   | Masia de Pruna       | Masia de Sarau       | Mas de Serra            |
| Mas de Solduga    | Masia del Teclo   | Masia de Teresó      | Teulera del Xalamanc | Can Xinco               |

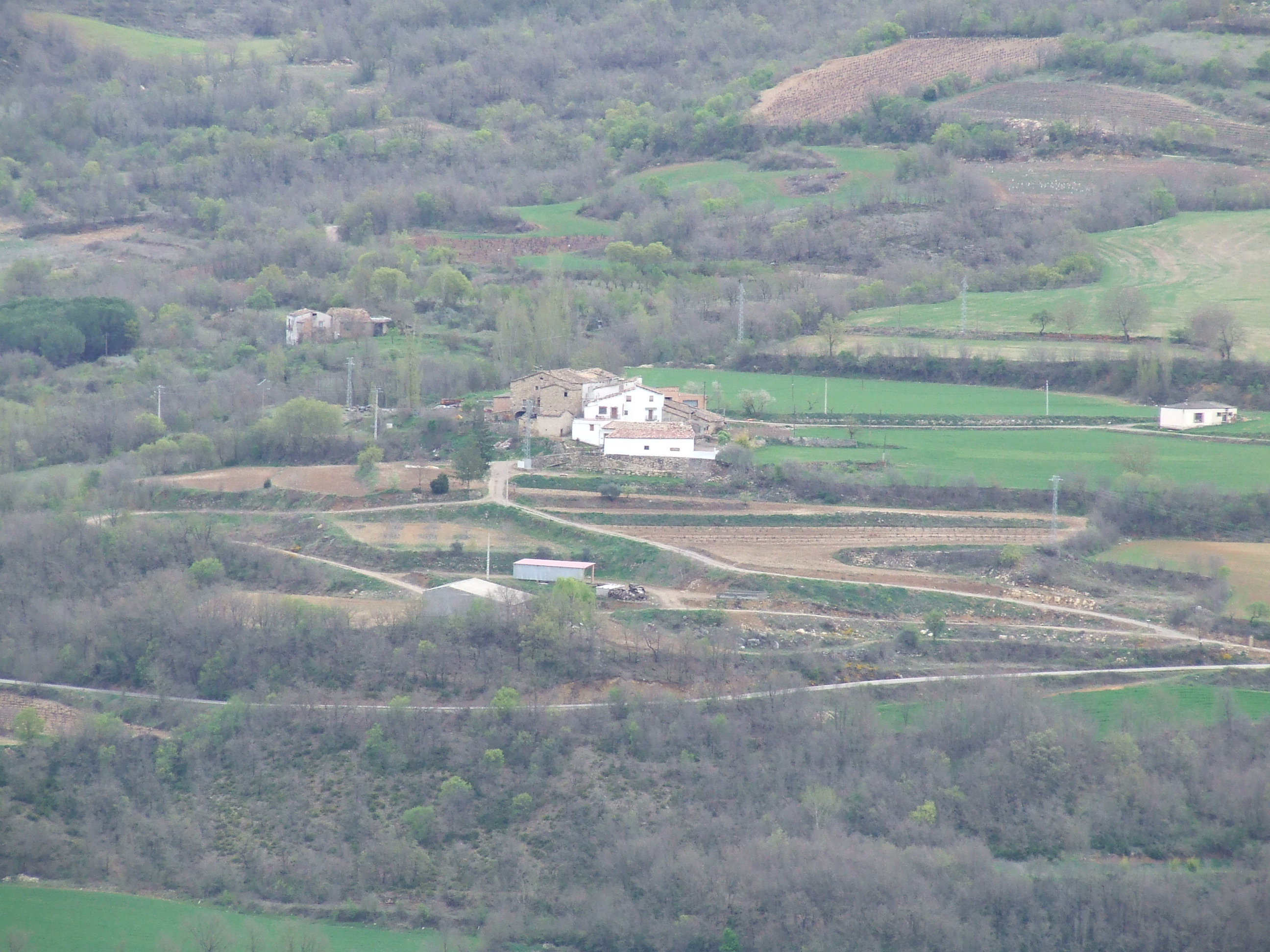
Els Masos de Llimiana, des de ponent

En el Diccionario geográfico... de Pascual Madoz, dins de l'article dedicat a l'ajuntament de Llimiana, hi ha una breu referència als Masos de Llimiana. S'hi diu que són 10 cases escampades, anomenades Manso de Bors, de Artus, de Saldugas, de Pedro, den Rins, de Pere-jaya, de Portet, de Prunas, de Saran i de Serra.
A l'obra de Ceferí Rocafort i Francesc Carreras i Candi, escrita vers el 1900, consten en el districte municipal de Llimiana 19 edificis fora de la vila i 75 escampats per tot el terme. La major part, encara que no hi consta el nom, són els Masos de Llimiana.

## Llista de masies
- Masia del Bepo 42° 3′ 56″ N, 0° 54′ 0″ E / 42.06556°N,0.90000°E 444m Institut Cartogràfic de Catalunya
- Masia de Gincador 42° 5′ 37″ N, 0° 54′ 28″ E / 42.09361°N,0.90778°E 462m Institut Cartogràfic de Catalunya
- Masia de Janot 42° 5′ 35″ N, 0° 53′ 58″ E / 42.09306°N,0.89944°E 386m Institut Cartogràfic de Catalunya
- Masia de Juntenat 42° 4′ 49″ N, 0° 53′ 52″ E / 42.08028°N,0.89778°E 422m Institut Cartogràfic de Catalunya
- Masia del Minguet 42° 4′ 45″ N, 0° 54′ 1″ E / 42.07917°N,0.90028°E 456m Institut Cartogràfic de Catalunya
- Masia de Perejaia 42° 4′ 54″ N, 0° 53′ 46″ E / 42.08167°N,0.89611°E 406m Institut Cartogràfic de Catalunya
- Masia de Portet 42° 4′ 18″ N, 0° 54′ 2″ E / 42.07167°N,0.90056°E 469m Institut Cartogràfic de Catalunya
- Masia de Pruna 42° 4′ 15″ N, 0° 53′ 52″ E / 42.07083°N,0.89778°E 448m Institut Cartogràfic de Catalunya
- Mas de Solduga 42° 5′ 22″ N, 0° 54′ 9″ E / 42.08944°N,0.90250°E 460m Institut Cartogràfic de Catalunya
- Masia del Teclo 42° 5′ 41″ N, 0° 53′ 57″ E / 42.09472°N,0.89917°E 393m Institut Cartogràfic de Catalunya
- Masia de Teresó 42° 4′ 54″ N, 0° 54′ 12″ E / 42.08167°N,0.90333°E 485m Institut Cartogràfic de Catalunya
- Can Xinco 42° 4′ 55″ N, 0° 59′ 11″ E / 42.08194°N,0.98639°E 523m Institut Cartogràfic de Catalunya